# Георг Австрийски
Георг Австрийски (на немски: Georg von Österreich; * 1504, Гент, † 4 май 1557, Лиеж) е католически архиепископ на Валенция (1538 – 1544) и епископ на Лиеж (1544 – 1557).

## Биография
Той е незаконен син на император Максимилиан I (1459 – 1519) от Маргарета фон Еделсхайм.
През 1526 г. Георг Австрийски става епископ на Бреша (1526 – 1538) и Бриксен (1526 – 1539). По-късно той се мести във Валенция (1538) и Лиеж (1544).

## Деца
Георг Австрийски има три деца:
- Георг († 1619), свещеник
- Маргарета († 1604), абатеса в Шарлероа
- Мария († сл. 1589).